# María Hortensia Lacau
María Hortensia Palisa Mujica de Lacau (Buenos Aires, 30 de octubre de 1910-Buenos Aires, 12 de enero de 2006) fue una pedagoga argentina, escritora, ensayista, poeta, Maestra Normal Nacional y profesora de enseñanza secundaria en el Colegio Nacional de Buenos Aires y en la Escuela Nacional de Comercio Carlos Pellegrini, entre otras instituciones educativas. Dictó la cátedra "Comentario de Textos" en los cursos de ingreso de la Facultad de Filosofía y Letras de la Universidad de Buenos Aires. 
Coautora de los Manuales de castellano "Lacau-Rosetti" con el que estudiaron castellano y literatura varias generaciones de argentinos.
Por su trayectoria y aportes a la literatura y la educación fue declarada Ciudadana Ilustre de la Ciudad de Buenos Aires en 1995.

## Docencia
Dedicada a la docencia y la pedagogía, fue docente en el nivel secundario, terciario y universitario. Se recibió de Maestra Normal Nacional y luego egresó del Profesorado Nacional Superior Joaquín V. González como profesora de Castellano y Literatura, materia de la que fue docente en el Colegio Nacional Buenos Aires, en la Escuela Nacional de Comercio Carlos Pellegrini, en Escuela de Comercio N.º 7 Manuel Belgrano y en la Escuela General San Martín del Patronato Nacional de Ciegos. Entre 1956 y 1960 se desempeñó en el cargo de rectora de la Escuela Normal N.º 4. el cual obtuvo por concurso. En la Universidad de Buenos Aires dictó la cátedra de Comentario de Texto en el curso de ingreso a la Facultad de Filosofía y Letras.

## Obras
De su obra didáctica y pedagógica se formaron varias generaciones de alumnos y docentes argentinos. Elaboró trabajos de ensayo, libros de texto y de lectura. Editó y dirigió ediciones divulgativas de numerosos textos clásicos, y publicó obras pedagógicas como Didáctica de la lectura creadora (1966, revisada en 2002).
De sus obras para niños se recuerda especialmente País de Silvia, Chingola y Hornerín, Yo y Hornerín, El libro de Juancito Maricaminero, El arbolito Serafín, Canciones de Guirigay, Casita busca dueño, Azulejo, El potrillo azul, Gris Buenos Aires o la recopilación Poemas para niños. 
Su obra publicada, completa, cuenta alrededor de cincuenta títulos.
Colaboró frecuentemente en el diario La Prensa y fue creadora del Banco de Tiempo para no videntes.  Además sumó la actividad editorial a través de la dirección de las Colección Grandes Obras de la Literatura Universal, de Editorial Kapelusz, y directora de las colecciones de Plus Ultra, Tejados Rojos, El Escenario, La Escalerita, El Campanario, El Altillo y Vamos a Comunicarnos.
Fue integrante de la comisión fundadora y presidenta de CAPLI, Comité Asesor Promoción de la Literatura Infantil y Juvenil.

## Premios, becas y distinciones
Entre sus numerosos premios cabe destacar una beca Fulbright y la faja de honor de la Sociedad Argentina de Escritores (en 1955 y en 1977, por Tiempo y vida de Conrado Nalé Roxlo); también presidió el primer Congreso Argentino de Literatura Infantil y Juvenil. 
- Faja de Honor de la Sociedad Argentina de Escritores (SADE) - 1955[8]
- Premio Fondo Nacional de las Artes.
- Ganadora de la Beca Fullbright, Puerto Rico, Estados Unidos - 1958
- Tercer Premio Municipal - 1977
- Faja de Honor de la Sociedad Argentina de Escritores (SADE) - 1977
- Primer Premio Fundación Dupuytren - 1977[1]
- Premio Emecé 1983-1984[4]
- Premio Konex - Diploma al Mérito - 1984[7]
- Fue declarada Ciudadana Ilustre por el GCBA en julio de 1995.[1]
- Representó a la SADE en Congresos, Jurado, en diversos concursos y como profesora en Talleres Literarios.
- Presidió el Primer Congreso Argentino de Literatura Infantil Juvenil
- Dictó innumerables cursos, clases, conferencias en todo el país y en el extranjero: México, Puerto Rico, Perú, Ecuador, entre otros.

## Legado
Su biblioteca privada compuesta por alrededor de cuatro mil volúmenes.fue donada a la Biblioteca Nacional de Maestros por voluntad testamentaria.